# Liangtian, Guizhou
Liangtian (kinesiska: 良田) är en köping i sydvästra Kina. Den ligger i det autonoma häradet Zhenning i staden Anshun i provinsen Guizhou, omkring 140 kilometer sydväst om provinshuvudstaden Guiyang. Antalet invånare är 14839. Befolkningen består av 7 175 kvinnor och 7 664 män. Barn under 15 år utgör 32 %, vuxna 15-64 år 58 %, och äldre över 65 år 8,0 %.